# Ильин, Фёдор Николаевич
Фёдор Николаевич Ильин (1873—1959) — российский, затем советский, врач-гинеколог, учёный-педагог, организатор науки, заслуженный деятель науки Азербайджанской ССР (1936), русский советский писатель-фантаст, автор антиутопии «Долина новой жизни».

## Биография

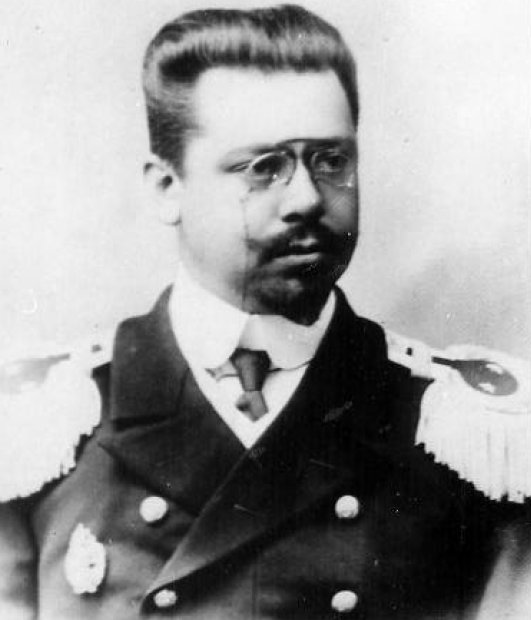
Ф. Н. Ильин в 1900-х годах

Родился 24 июня 1873 года в Санкт-Петербурге, в семье чиновника из разорившихся дворян. Дальний родственник И. Л. Горемыкина. Обучался в классической гимназии в Николаеве.

### Военная карьера
В 1898 году окончил Императорскую военно-медицинскую академию. Служил врачом в 45-й артиллерийской бригаде в Варшаве, в свободное время практиковался в клинике Варшавского университета, сдал докторский экзамен.
Затем был переведён на Дальний Восток. Работал в Морском госпитале Владивостока. Служил судовым врачом на транспорте «Алеут», канонерке «Гиляк», крейсере «Забияка», ледоколе «Надёжный», транспорте «Селенга». Во время русско-японской войны участвовал в морских сражениях, в обороне Порт-Артура. Познакомился с сестрой милосердия Ю. И. Пиленко. Венчались в Вене в 1906 году.
Награждён орденами Станислава II степени и Анны III степени.

### Медицинская деятельность
В 1906 году ушёл в отставку и полностью переключился на медицину. Стажировался в Берлине. В 1907 году защитил докторскую диссертацию («К вопросу о пубиотомии») в Императорской военно-медицинской академии. Работал приват-доцентом Женского медицинского института в Санкт-Петербурге.
Занимался проблемами диагностики предродовых, родовых и послеродовых осложнений, обезболивания и наркоза при родах, изучал бесплодие и его физиологические и социальные причины, роль гормонов и результаты применения гормональных препаратов.
Исследовал рак, был первым среди российских врачей, кто использовал для лечения этой болезни рентгеновские лучи и препараты радия.
В 1920 году в составе группы специалистов-медиков был командирован в создаваемый тогда Бакинский университет и остался в Баку до конца жизни.
Один из основоположников службы родовспоможения в Азербайджане. Заведовал кафедрой медицинского факультета Бакинского университета, акушерско-гинекологической клиникой Азербайджанского государственного медицинского института.
Включившись в борьбу с малярией, участвовал в многочисленных экспедициях в неблагополучные в этом отношении местности.
Болезнь глаз началась с 1914 года. Полностью ослепнув в 1938 году, продолжал читать лекции, диктовал книги, занимался врачебной практикой.
Написал более 100 научных работ — главным образом по акушерству и женским болезням.
В 1920-е годы знакомится в Баку с К. А. Прозоровой-Томкович. Женат на ней с 1953 года.
Ежегодно летний отдых в кругу родных и близких Ильины проводили на собственной даче в Кисловодске (станица Минутка).
Скончался в Баку 20 февраля 1959 года от тромбоза мозговых сосудов. Похоронен на Аллее почётного захоронения в Баку.

### Семья
- Первый брак:
  - жена — Юлия Илларионовна Пиленко (1871—1953)
- Второй брак:
  - жена — Клавдия Алексеевна Прозорова-Томкович (1896—1979)

## Литературная деятельность
В 1901—1906 годах начал писать морские рассказы, часть которых была впоследствии опубликована под псевдонимом «Морской».
Автор фантастического романа «Долина Новой Жизни», написанного в 1922 году. Первая часть романа была издана в 1928 году в Москве под псевдонимом Тео Эли (от др.-греч. Θεός Ηλία — «перевода» имени и фамилии автора). Сохранилась копия договора с издательством «Круг» за подписью председателя правления А. Воронского. Энергичными усилиями и энтузиазмом вдовы К. А. Прозоровой-Ильиной полностью и с раскрытием псевдонима роман был опубликован в 1967 году в Баку.
Роман сочетает социальную антиутопию (попытка создания тоталитарной «утопии» в затерянном мире, где, благодаря концентрации свезённых со всего света выдающихся учёных, достигнут высокий уровень научного и технического могущества) и авантюрный приключенческий сюжет, а также содержит целый каталог оригинальных фантастических идей: поезда в магнитной «трубе», самодвижущиеся тротуары и другие образцы транспорта будущего, новые источники энергии (в том числе ядерной), трансплантация органов, управление процессами мозга, перестройка наследственности (идеей создания покорных «каст рабов» Ильин предвосхитил роман «О дивный новый мир» О. Хаксли).
По мнению исследователя фантастики И. Халымбаджи, роман является одним из самых значительных и оригинальных произведений ранней советской научной фантастики. С. Я. Маршак назвал роман «прекрасной и головокружительной фантазией». В одном из писем Ф. Н. Ильину в 1952 году С. Я. Маршак признавался: «Восхищаюсь Вашей энергией и работоспособностью, позволяющей Вам сочетать научную работу с литературным творчеством».
Другой фантастический роман Ильина, «Гости издалека», о пришельцах с Марса, а также его фантастические рассказы и сказки, остались неопубликованными.
Рукописное наследие Ф. Н. Ильина (включая машинопись с авторской правкой романов «Гости издалека», «Минувшие дни», «На грани двух столетий», морские рассказы начала XX века, сказки 1922—1950 годов, повести и рассказы 1941—1958 годов) хранится в Государственном музее К. А. Федина в Саратове. Материалы были переданы в Государственный музей К. А. Федина племянником Ильиных, научным руководителем Института филологии и журналистики Саратовского государственного университета, профессором В. В. Прозоровым.

## Публикации
- Ильин Ф. Н. К вопросу о пубиотомии. Диссертация на степень доктора медицины. — СПб.: Губернская типография, 1907.
- Морской [Ильин Ф. Н.] Поход // Вестник Европы. — 1909.
- Морской [Ильин Ф. Н.] Шторм // Вестник Европы. — 1909.
- Ильин Ф. Н. Перинеотомия // Четыре года клинической жизни Императорского Клинического повивально-гинекологического института 1904—1907 г. — СПб.: Гос. тип., 1911.
- Ильин Ф. Н. Разрывы промежности // Четыре года клинической жизни Императорского Клинического повивально-гинекологического института 1904—1907 г. — СПб.: Государственная типография, 1911.
- Ильин Ф. Н. Воздушная эмболия. [Экспериментальное исследование. Из лаборатории Клинического повивально-гинекологического института и из Судебно-медицинского кабинета Женского медицинского института]. — СПб.: Типография «Орбита», 1913. — 48 с.
- Ильин Ф. Н. Воздушная эмболия // Журнал акушерства и женских болезней. — 1913. — № 11—12.
- Ильин Ф. Н. Воздушная эмболия в акушерстве. [Из Клинического повивально-гинекологического института (Дир. Д. О. Отт)]. — СПб.: Типография «Орбита», 1914. — 26 с.
- Ильин Ф. Н. Воздушная эмболия в акушерстве // Журнал акушерства и женских болезней. — 1914. — № 3.
- Ильин Ф. Н. Дальнейшие успехи в терапии лучистой энергией. [Из Клинического повивально-гинекологического института (Директор Д. О. Отт)]. — СПб.: Типография «Орбита», 1915. — 18 с.
- Ильин Ф. Н. Дальнейшие успехи в терапии лучистой энергией // Журнал акушерства и женских болезней. — 1915. — № 11.
- Ильин Ф. Н. Искусственное оплодотворение в борьбе с бесплодием женщины. — Типография «Орбита», 1917. — 20 с.
- Ильин Ф. Н. Искусственное оплодотворение в борьбе с бесплодием женщины // Журнал акушерства и женских болезней. — 1917. — № 1—2.
- Ильин Ф. Н. Руководство для практических работ по оперативному акушерству для врачей и студентов. (В вопросах и ответах). — Баку: Бакинский рабочий, 1925. — 108 с.
- Тео Эли [Ильин Ф. Н.] Долина новой жизни. Роман. — [М.]: Артель писателей «Круг», 1928. — 383 с. — 5000 экз.
- Ильин Ф. Н. Определение сроков беременности для дачи отпусков по беременности в колхозах, согласно примерному уставу сельхозартели. — Баку: Азернешр, 1936. — 8 с.
- Ильин Ф. Н. Руководство для практических работ по оперативному акушерству для врачей и студентов. (В вопросах и ответах). — Баку: Издательство Государственного Медицинского Института, 1937. — 104 с.
- Ильин Ф. Н. Труды. — Баку: Азернешр, 1964. — 165 с. — 1000 экз.
- Ильин Ф. Н. (Тео Эли). Долина новой жизни. Научно-фантастический роман. В 2 частях / Илл. А. С. Козлов. — Баку: Гянджлик, 1967. — 403 с. — 300 000 экз.